# Episodi di Who Is America?
La prima stagione della serie televisiva Who Is America?, composta da 7 episodi, viene trasmessa negli Stati Uniti su Showtime dal 15 luglio al 26 agosto 2018.
In Italia, la stagione viene trasmessa su Sky Atlantic dal 15 ottobre al 26 novembre 2018.
| n° | Titolo originale | Titolo italiano | Prima TV USA   | Prima TV Italia  |
| -- | ---------------- | --------------- | -------------- | ---------------- |
| 1  | 101              |                 | 15 luglio 2018 | 15 ottobre 2018  |
| 2  | 102              |                 | 22 luglio 2018 | 22 ottobre 2018  |
| 3  | 103              |                 | 29 luglio 2018 | 29 ottobre 2018  |
| 4  | 104              |                 | 5 agosto 2018  | 5 novembre 2018  |
| 5  | 105              |                 | 12 agosto 2018 | 12 novembre 2018 |
| 6  | 106              |                 | 19 agosto 2018 | 19 novembre 2018 |
| 7  | 107              |                 | 26 agosto 2018 | 26 novembre 2018 |

## 101
- Diretto da: Sacha Baron Cohen, Payman Benz, Daniel Gray Longino, Dan Mazerm e Todd Schulman
- Scritto da: Sacha Baron Cohen, Anthony Hines, Dan Swimer, Dan Mazer, Lee Kern, Adam Lowitt, Brian Reich, Kurt Metzger, Eric Notarnicola e Aaron Geary

### Trama
Billy Wayne Ruddick Jr. Ph.D. intervista il senatore Bernie Sanders.
Il Dr. Nira Cain-N'Degeocello intervista Jane Page Thompson, un delegato repubblicano del Sud Carolina che ha votato per Donald Trump durante la Convention nazionale repubblicana del 2016 e suo marito Mark.
Rick Sherman si siede con Christy, una consulente d'arte a Laguna Beach, in California e tenta di convincerla a vendere le sue opere d'arte.
Erran Morad si siede con vari conservatori tra cui Philip Van Cleave, difensore dei diritti delle armi, il presidente della Virginia Citizens Defense League, Larry Pratt, direttore esecutivo emerito del gruppo di pressione Gun Owners of America, Matt Gaetz, l'attuale rappresentante degli Stati Uniti per la Florida distretto congressuale e Trent Lott, l'ex capo della maggioranza al Senato degli Stati Uniti dal Mississippi, al fine di convincerli a sostenere la sua proposta di armare i bambini (dai 3 ai 16 anni) al fine di prevenire sparatorie a scuola. Morad produce un video con le suddette persone con cui ha parlato, oltre a Dana Rohrabacher, Joe Wilson e Joe Walsh, dove sostengono apertamente la sua proposta.
- Ascolti USA: 0.327[3]

## 102
- Diretto da: Sacha Baron Cohen, Nathan Fielder, Daniel Gray Longino e Dan Mazer
- Scritto da: Sacha Baron Cohen, Anthony Hines, Dan Swimer, Dan Mazer e Lee Kern

### Trama
Erran Morad insegna a Jason Spencer, un rappresentante dello stato repubblicano della Georgia, come individuare e respingere i terroristi.
Gio Monaldo viaggia a Los Angeles per far sì che Corinne Olympios approvi la sua associazione di beneficenza che aiuti le persone infette da ebola in Africa. Olympios accetta di farsi photoshoppare in una foto di operatori umanitari e di apparire alla telecamera affermando di essere stata in Africa personalmente aiutata dagli aiuti umanitari. Appare anche in un video approvando un programma per aiutare a finanziare l'addestramento dei bambini soldato.
Billy Wayne Ruddick Jr. Ph.D. si impegna in un dibattito con Ted Koppel sulla differenza di frequenza tra l'insediamento presidenziale di Barack Obama e quella di Trump. Moran intervista l'ex vicepresidente degli Stati Uniti, Dick Cheney che accetta di firmare il kit di waterboard di Moran.
Il Dr. Nira Cain-N'Degeocello si reca a Kingman, in Arizona, dove tiene una presentazione a una riunione del municipio della popolazione locale. Li informa di un potenziale investimento finanziario nella loro comunità attraverso la costruzione della seconda moschea più grande del mondo al di fuori del Medio Oriente.
- Ascolti USA: 0.161[4]

## 103
- Diretto da: Paymen Benz e Daniel Gray Longino
- Scritto da: Sacha Baron Cohen, Anthony Hines, Dan Swimer, Dan Mazer, Lee Kern, Adam Lowitt, Brian Reich, Kurt Metzger, Eric Notarnicola e Aaron Geary

### Trama
Erran Morad intervista l'ex giudice dell'Alabama e candidato al senato repubblicano degli Stati Uniti Roy Moore e gli mostra un nuovo dispositivo inventato dall'esercito israeliano per individuare i pedofili. Moore lascia l'intervista dopo che il dispositivo rileva Moore come un molestatore sessuale.
La dott.ssa Nira Cain-N'Degeocello porta insieme l'ex legislatore dello Stato della Carolina del Sud Chip Limehouse e il rapper Bone Crusher per una discussione. Cain-N'Degeocello fa molte affermazioni, inclusa quella offensiva di riferirsi agli afroamericanicome neri, che Will Smith è un rapper gangsta di Compton, in California e che avere goduto del sesso anale con un uomo non lo rende un omosessuale - tutto di cui i suoi ospiti sono apertamente in disaccordo o in disputa.
Morad insegna a tre sostenitori di Trump come attirare e catturare gli stranieri illegali dal Messico. Insieme, Morad e due degli uomini svolgono una missione in cui mettono su una finta Quinceañera progettata per attrarre uomini messicani interessati a giovani donne. La missione viene interrotta quando due agenti di polizia arrivano sospettando che gli uomini tentano di attirare ragazze minorenni.
Cain-N'Degeocello si impegna in una battaglia rap in una zona del centro città di Atlanta, in Georgia.
- Ascolti USA: 0.218[5]

## 104
- Diretto da: Nathan Fielder, Daniel Gray Longino e Dan Mazer
- Scritto da: Sacha Baron Cohen, Anthony Hines, Dan Swimer, Dan Mazer, Lee Kern, Adam Lowitt, Brian Reich, Kurt Metzger, Eric Notarnicola e Matt Lucas

### Trama
Erran Morad insegna a Trump e all'imprenditore repubblicano Shaun McCutcheon e al suo impiegato Zan, come difendere un ufficio dai terroristi, usando carne di maiale e una foto di due uomini che fanno apparentemente sesso anale.
La dott.ssa Nira Cain-N'Degeocello discute della pornografia con David Pyne, il direttore nazionale dell'Assemblea repubblicana dell'Utah e legge un libro per bambini concepito per insegnare ai giovani il sesso e la masturbazione.
Gio Monaldo incontra un broker di yacht della Luxury Yacht Sales Company. Discutono dell'acquisto di uno yacht per il presidente siriano Bashar al-Assad al fine di attaccare i rifugiati siriani in fuga e di effettuare la tratta di esseri umani. Mentre gli uomini parlano, l'assistente di Monaldo gli fa una sega e un pompino.
OMGWhizzBoyOMG! discute il controllo delle armi con l'ex sceriffo della contea di Maricopa, Joe Arpaio.
- Ascolti USA: 0.313[6]

## 105
- Diretto da: Daniel Gray Longino, Dan Mazer e Todd Schulman
- Scritto da: Sacha Baron Cohen, Anthony Hines, Dan Swimer, Dan Mazer, Lee Kern, Matt Lucas, Aaron Geary, Adam Lowitt, Kurt Metzger, Brian Reich e Eric Notarnicola

### Trama
Rick Sherman va al Heart Nightclub di Miami, in Florida e incontra Jake Inphamous, promotore di nightclub e DJ manager, per discutere della musica dance elettronica che Sherman ha creato mentre era in prigione. Due giorni dopo, Inphamous torna da Sherman, ora con il nome d'arte DJ Solitary e lo porta al SWAY Nightclub di Fort Lauderdale, in Florida, per far sentire la sua musica.
Billy Wayne Ruddick Jr., PhD intervista l'ex direttore della campagna Trump Corey Lewandowski. Discutono della posizione del presidente sulle questioni razziali, Ruddick spiega alcune delle sue teorie cospirative e vengono esplorate le attitudini del presidente nei confronti delle donne.
Gio Monaldo conduce un servizio fotografico con l'imprenditore Mahbod Moghadam, uno dei fondatori di Genius. Moghadam accetta di farsi photoshoppare in immagini che sembrano nutrire bambini africani affamati.
OMGWhizzBoyOMG! discute della Antifa con lo sceriffo della contea di Milwaukee, David Clarke.
Erran Morad incontra Dan Roberts, fondatore della Youth Shooters of America e gli insegna a come sopravvivere agli attacchi terroristici. Le sue dimostrazioni includono parlare ad alto volume, buttare i bambini nei bidoni della spazzatura per neutralizzare i bambini suicidi e fermare una decapitazione mordendo un attaccante sul pene, usando uno strap-on dildo per illustrare la tecnica.
- Ascolti USA: 0.269[7]

## 106
- Diretto da: Dan Mazer e Todd Schulman
- Scritto da: Sacha Baron Cohen, Anthony Hines, Dan Swimer, Dan Mazer, Lee Kern, Adam Lowitt, Matt Lucas, Aaron Geary, Brian Reich, Kurt Metzger e Eric Notarnicola

### Trama
Billy Wayne Ruddick Jr., PhD intervista l'ex candidato presidenziale Jill Stein e discute del cambiamento climatico e del riscaldamento globale. Quindi intervista l'ex governatore del Vermont Howard Dean e discute la sua teoria secondo cui Hillary Clinton è segretamente un uomo.
Erran Morad insegna alla personalità Gretchen Rossi e al marito Slade Smiley come proteggersi dall'invasione domestica.
La dott.ssa Nira Cain-N'Degeocello si reca al Centro dell'Illuminismo di Las Vegas e incontra la guaritrice spirituale Ataana Badilli. Cain-N'Degeocello discute il suo piano per "dare alla luce" una bamboletta dal suo retto come mezzo per empatizzare con il suo partner che ha recentemente impregnato.
Ruddick intervista il direttore del National Institutes of Health, il Dr. Francis Collins e discute la sua teoria che le pratiche agrochimiche hanno trasformato le persone transgender. Discute anche della sua teoria secondo cui l'AIDS è un mito e spiega il suo esperimento che prevede la condivisione di un ago con un senzatetto sieropositivo.
In preparazione dell'apertura del suo ristorante, Rick Sherman serve un pasto di tre portate al critico gastronomico Bill Jilla con cucina ispirata alla prigione, con un piatto che presumibilmente include la carne di un dissidente cinese.
In un segmento di crediti medi, OMGWhizzBoyOMG! discute il controllo delle armi con l'ex governatore dell'Arizona Jan Brewer.
- Ascolti USA: 0.246[8]

## 107
- Diretto da. Daniel Gray Longino e Dan Mazer
- Scritto da: Sacha Baron Cohen, Anthony Hines, Dan Swimer, Dan Mazer, Lee Kern, Adam Lowitt, Brian Reich, Kurt Metzger e Eric Notarnicola

### Trama
Billy Wayne Ruddick Jr., PhD intervista l'ex membro del Congresso Barney Frank e discute della veridicità del nastro Donald Trump Access Hollywood e della teoria del complotto del Pizzagate, finché Frank non esce.
Erran Morad fa allenare tre uomini per farli infiltrare nell'Antifa. I suoi metodi includono l'uso della conoscenza della serie televisiva Girls per ottenere la fiducia dei liberali, complimentarsi con gli uomini liberali, imparare informazioni sulle lesbiche e insultare Donald Trump. Morad prende uno degli uomini in missione per una marcia femminile a San Francisco, dove si suppone stiano tentando di fermare un piano liberale per sviluppare pannolini che trasformano i bambini in transgender. I due fingono di essere lesbiche mentre vanno in giro incontrando varie persone in marcia e taggano alcuni con dispositivi di localizzazione. Morad ha l'uomo e preme un pulsante su un tablet che presumibilmente uccide una delle persone che hanno taggato.
In un segmento di crediti medi, Gio Monaldo incontra O. J. Simpson in una stanza d'albergo a Las Vegas, dove tenta di ricordare alla sua fidanzata chi è Simpson. Dopo aver lasciato la stanza, Monaldo scherza con Simpson per ucciderla.
- Ascolti USA: 0.249[9]